# Herzogtum Braunschweig-Lüneburg
Das Herzogtum Braunschweig-Lüneburg war ein Reichsfürstentum des Heiligen Römischen Reichs auf dem Gebiet des heutigen Landes Niedersachsen. 1235 wurde Otto das Kind auf dem Mainzer Hoftag mit dem neu gegründeten Herzogtum Braunschweig-Lüneburg belehnt. Es gründete sich auf die beiden Burgen in Braunschweig und Lüneburg und das zugehörige Hausgut der Welfen. Im Jahr 1269 kam es zu einer ersten Teilung zwischen den Brüdern Albrecht und Johann. Die entstandenen Fürstentümer Braunschweig und Lüneburg bildeten zusammen weiterhin das Herzogtum Braunschweig-Lüneburg. Die weitere Geschichte des Herzogtums und der Teilfürstentümer war gekennzeichnet durch weitere Teilungen und Zusammenführungen der Fürstentümer. Die Teilfürstentümer bestanden bis zum Ende des Heiligen Römischen Reiches im Jahre 1806. Auf dem Wiener Kongress entstanden als Nachfolgestaaten das Königreich Hannover und das Herzogtum Braunschweig. Bis in die Gegenwart nennen sich die Mitglieder des Hauses Hannover Herzog zu Braunschweig und Lüneburg.

## Geschichte des Herzogtums

### Vorgeschichte des Herzogtums

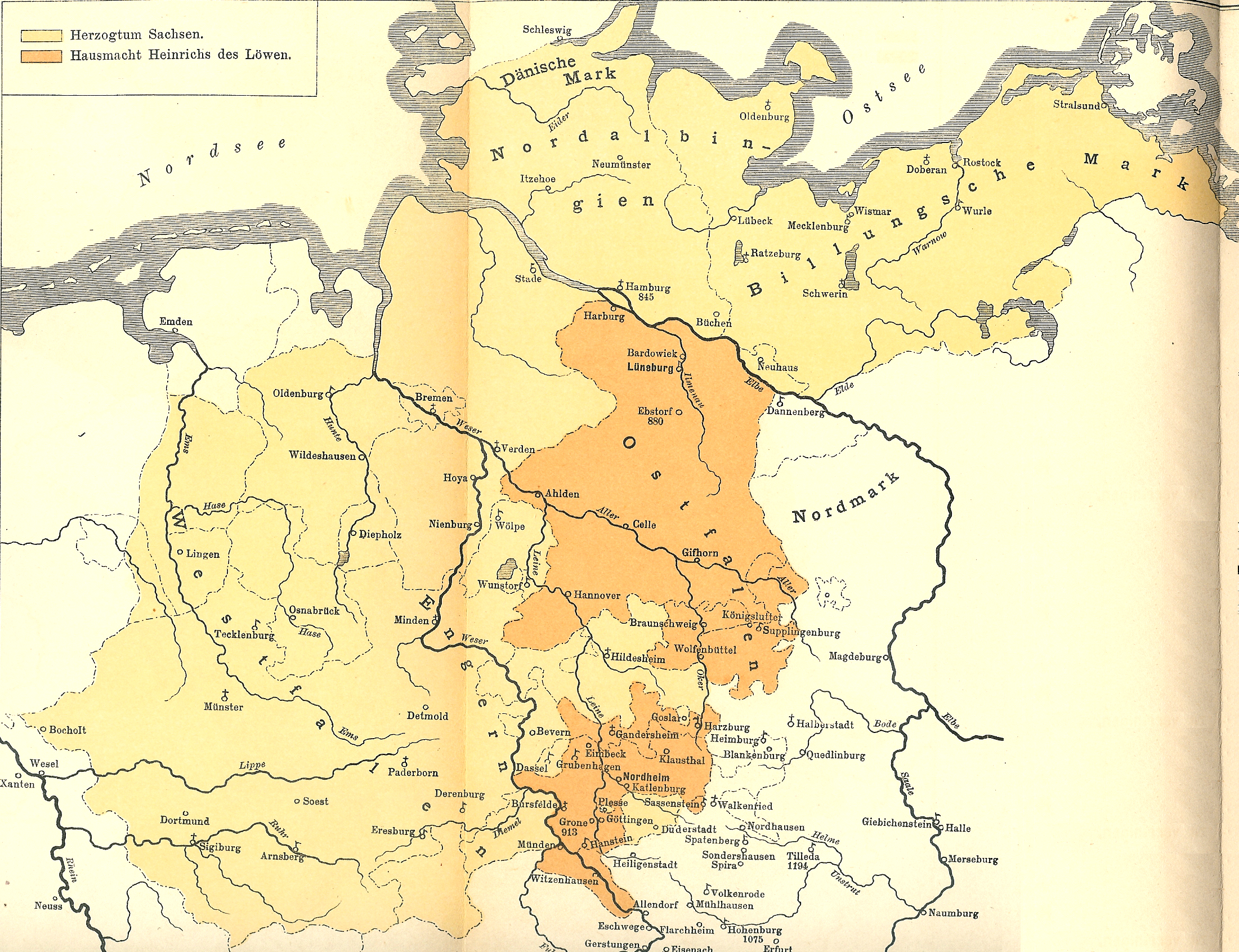
Das Stammesherzogtum Sachsen vor der Zerschlagung 1180. Rot schraffiert sind die Eigengüter Heinrich des Löwen, die 1235 die Grundlage des Herzogtums Braunschweig-Lüneburg bildeten.

Das Territorium des späteren Herzogtums Braunschweig-Lüneburg war bis ins 12. Jahrhundert Teil des Stammesherzogtums Sachsen. In den 1170er Jahren kam es zwischen dem sächsischen Herzog Heinrich dem Löwen und Kaiser Friedrich „Barbarossa“ zunehmend zu Spannungen. Dieser Konflikt gipfelte 1180 in der Verhängung der Reichsacht gegen Heinrich den Löwen und der Zerschlagung des Herzogtums auf dem Hoftag zu Gelnhausen. Die sächsische Herzogswürde ging an die Askanier, die jedoch nur über einen kleinen Teil des alten Herzogtums die Kontrolle erlangen konnten. Anstelle des Herzogtums etablierte sich in den folgenden Jahrzehnten eine Vielzahl von reichsunmittelbaren Herrschaften. Heinrich der Löwe konnte nach einer mehrjährigen Verbannung auf seine mütterlicherseits ererbten Eigengüter zurückkehren und dort bis zu seinem Lebensende bleiben.
Die Auseinandersetzungen zwischen den Welfen und den Staufern setzten sich auch in den Folgejahren fort. Die Heirat von Heinrich, einem Sohn Heinrichs des Löwen, mit der Stauferin Agnes und die Versöhnung zwischen dem Staufer Heinrich VI. und Heinrich dem Löwen im März 1194 in der Pfalz Tilleda entschärften den Konflikt nur vorübergehend. Ab 1198 setzte sich der Konflikt im deutschen Thronstreit fort. Sowohl der Welfe Otto IV. als auch der Staufer Philipp von Schwaben waren zum römisch-deutschen König gewählt worden. Gegen Phillip konnte Otto sich durchsetzen, nicht aber gegen dessen Neffen und Nachfolger Friedrich II. Nach der Schlacht bei Bouvines 1214 zog sich Otto auf seine Eigengüter in Sachsen zurück.
Ungesichert waren weiterhin die Eigengüter der Welfen in Sachsen. 1219 erreichte Ottos Bruder Heinrich zwar zunächst die Sicherung der welfischen Allode. Gegen Herausgabe der Reichsinsignien, die sich nach dem Rückzug Ottos IV. noch in welfischer Hand befanden, bestätigte Friedrich II. den Eigenbesitz der Welfen. Nach dem Tode Heinrichs 1227 erhoben jedoch der Herzog von Bayern und Heinrich (VII.), der Sohn Friedrichs II., Ansprüche auf den welfischen Besitz. Bei dem Übergang des Erbes an Otto das Kind 1223 waren die Töchter Heinrichs des Älteren, Agnes und Irmgard, übergangen worden. Irmgards Anteil hatte Heinrich (VII). zwischenzeitlich erworben, Agnes’ Anteil wurde von ihrem Schwiegervater Ludwig von Bayern eingefordert. Als Otto im selben Jahr in die Gefangenschaft des Grafen von Schwerin geriet, versuchten Ludwig von Bayern und Heinrich (VII.) Braunschweig zu erobern. Durch die militärische Unterstützung der askanischen Schwäger Ottos, der Markgrafen von Brandenburg, gelang es der Stadt jedoch, den Angriff abzuwehren.
Ungeklärt blieb zu dieser Zeit weiterhin die reichsrechtliche Stellung der Welfen. Wilhelm nannte sich 1200 Herzog von Lüneburg, Heinrich führte 1219 den Titel eines Herzogs von Sachsen und Otto das Kind titulierte sich bereits seit 1226 als Herzog von Braunschweig. Die päpstliche, die dänische und die englische Kanzlei verwendeten für Otto ebenfalls den Herzogstitel, lediglich die kaiserliche Kanzlei vermied jede Standesbezeichnung in ihren Schreiben und titulierte Otto einfach als Otto von Lüneburg.

### Belehnung mit dem Herzogtum im Jahr 1235

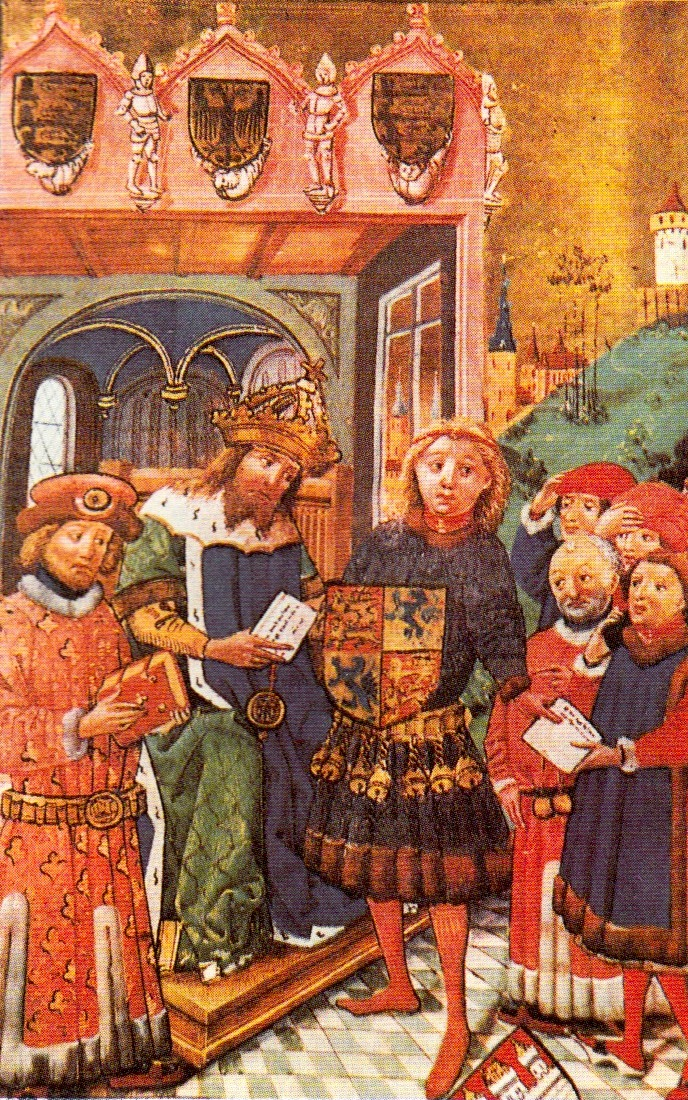
Friedrich II. belehnt Otto das Kind 1235 auf dem Mainzer Hoftag mit dem Herzogtum Braunschweig-Lüneburg. Buchillumination von Hans Bornemann in der Lüneburger Sachsenspiegelhandschrift von 1448.

Zu einer endgültigen Aussöhnung kam es erst 1235, als Otto das Kind mit dem Herzogtum Braunschweig-Lüneburg belehnt wurde. Auf dem Mainzer Hoftag von 1235 übertrug Otto die Lüneburger Burg mit allen Rechten auf Kaiser Friedrich II. Dieser legte die Burg mit den Rechten an der Stadt Braunschweig, die der Stauferkaiser zwischenzeitlich von Heinrichs Töchtern Agnes und Irmgard erworben hatte, zusammen, übertrug den gesamten Besitz auf das Reich und erhob ihn zu einem Reichsfürstentum. Anschließend belehnte er Otto das Kind mit dem neugeschaffenen Herzogtum und erweiterte den Besitz noch um den Zehnten von Goslar und den Wildbann im Harz. Außerdem übernahm er die welfischen Ministerialen in die Reichsministerialität. Den Mittelpunkt des Herzogtums bildeten die beiden Burgen in Braunschweig und Lüneburg und die dazugehörenden Rechte; die Grundlage herzoglicher Macht waren damit die ehemaligen Eigengüter der Welfen. Eine darüber hinausgehende Territorialherrschaft in den sächsischen Landen war mit der Verleihung der Herzogswürde nicht verbunden. Die wesentliche Folge der Belehnung bestand demnach auch nicht in einer Mehrung des welfischen Besitzes, sondern in einer Klärung der reichsrechtlichen Stellung der Welfen.
Die Benennung des neugeschaffenen Herzogtums Braunschweig stellte reichsweit ein Novum dar. Erstmals wurde ein Herzogtum nach seinem städtischen Herrschaftsmittelpunkt benannt, was einen neuen Höhepunkt der Territorialisierung mittelalterlichen Denkens markierte.

### Das Herzogtum bis zur Teilung von 1269
Otto betrieb eine gezielte Erwerbspolitik und konzentrierte sich dabei zum einen auf den Weserraum, zum anderen auf eine „Arrondierung von Herrschaftsrechten im Lüneburgischen mit dem Ziel, die Elbe als Grenze zu gewinnen“.
So erwarb er die Grafschaft Lauenrode, das Gericht Leineberg und empfing die Mark Duderstadt als Lehen durch das Stift Quedlinburg. Ebenso betrieb er eine aktive Städtepolitik und verlieh einer Vielzahl an Kommunen das Stadtrecht. Reichspolitische Ambitionen zeigten sich in der Politik Otto des Kindes hingegen nicht. Kurz vor seinem Tod verheiratete Otto seine Tochter Elisabeth mit Wilhelm von Holland, dem römisch-deutschen Gegenkönig gegen den Staufer Konrad IV. Die Hochzeit und der zehnwöchige Aufenthalt Wilhelms sowie ein weiterer Aufenthalt im Februar 1253 brachten noch einmal monarchischen Glanz nach Braunschweig, stellten allerdings auch die vorerst letzten Besuche eines römisch-deutschen Königs in der Stadt dar. Der Tod Wilhelms 1256 beendete endgültig jeden welfischen Anteil am deutschen Königtum. Der Schwerpunkt der Reichspolitik verlagerte sich in der kommenden Zeit mit den Dynastien der Habsburger, Wittelsbacher und Luxemburger nach Oberdeutschland, was eine dauerhafte Entfremdung des Herzogtums zwischen Harz und Heide und dem spätmittelalterlichen Königtum bewirken sollte.
Nach seinem Tode Otto des Kindes 1252 folgte ihm sein Sohn Albrecht. Unter diesem erblühte die höfische Kultur im Herzogtum, er gestaltete seinen Hof nach ritterlichen Idealen und nutzte Ritterturniere und Hoffeste gezielt zur Stärkung seiner herzoglichen Macht. 
Albrechts Herrschaft war geprägt von zahlreichen Kriegen und Fehden, die jedoch meist erfolglos blieben. So endete sein Engagement im Thüringer Erbfolgekrieg in den Jahren 1260 bis 1263 für ihn mit einer einjährigen Haft und der Zahlung eines hohen Lösegeldes. Albrecht gelang während seiner Herrschaft der Erwerb mehrerer Städte und so der Ausbau seines Herrschaftsbereiches. Neben Gieselwerder 1257 und Hameln 1260 erwarb er im Jahr 1269 die Städte Uslar und Einbeck. Die wirtschaftliche Entwicklung im Herzogtum förderte er durch eine Vielzahl an Maßnahmen. Neben der Gewährung von Schutz- und Geleitversprechen für Kaufleute schloss er hierzu unter anderem Handelsverträge mit auswärtigen Fürsten.
Nach dem Erreichen seiner Volljährigkeit 1258 trat Albrechts Bruder Johann ebenfalls in die Regierung ein und führte diese in den folgenden Jahren gemeinsam mit ihm. Da Albrecht längere Zeiträume nicht im Land verbrachte, so zum Beispiel aufgrund seiner Gefangennahme im Thüringer Erbfolgekrieg, führte Johann die Regierung zeitweise auch alleine. Ab 1263 errichtete er eine eigene Kanzlei in Lüneburg; ob hier bereits die wenige Jahre später erfolgte Teilung de facto vorweggenommen wurde, ist umstritten. Ein weiterer Schritt hin zur Teilung des Herzogtums erfolgte durch Johanns Heirat im Jahr 1265. 1267 schlossen beide Brüder schließlich einen Vertrag, der zwei Jahre später vollzogen wurde: Albrecht erhielt den südlichen Teil des Landes mit Gebieten um Braunschweig und Johann den nördlichen mit Besitztümern im Raum Lüneburg.

### Das Herzogtum nach der Teilung von 1269

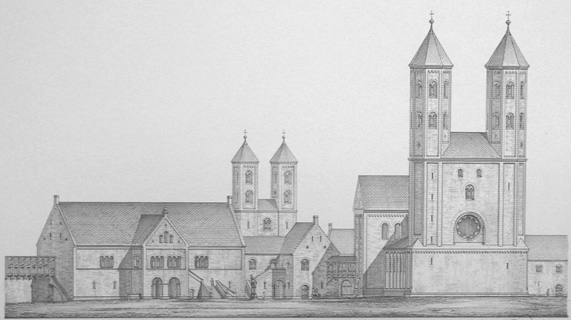
Die Rechte an der Burg in Braunschweig verblieben auch nach der Teilung 1269 im Besitz des Gesamthauses, da mit ihnen die Herzogswürde verbunden war. Zeichnung der mittelalterlichen Burg Dankwarderode von Ludwig Winter.

Die weitere Geschichte des Herzogtums und der Teilfürstentümer war gekennzeichnet durch zahlreiche Teilungen und erneute Zusammenführungen der Teilfürstentümer. Zu einer Vereinigung des gesamten welfischen Besitzes in der Form, wie sie bis 1269 Bestand hatte, kam es jedoch nicht. Bereits im Vertrag von 1269 verblieb eine Reihe an Besitztümern und Gerechtigkeiten im Besitz des Gesamthauses. Wesentlich waren die gemeinsamen Rechte an der Burg in Braunschweig, da mit dieser die Herzogswürde verbunden war. Im gemeinsamen Besitz verblieben weiterhin unter anderem die Rechte der Herzöge in den Städten Höxter und Hameln und an der Insel Gieselwerder. Auch in den späteren Teilungsverträgen wurde auf die dem Gesamthaus verbliebenen Güter jeweils gesondert eingegangen. Ein weiterer Bestandteil des Vertrages von 1269 war die verabredete Nutzung des Namensbestandteils Braunschweig durch beide Linien, durch die der Bezug zum Herzogtum Braunschweig-Lüneburg aufrechterhalten werden sollte. Mit Ausnahme der Grubenhagener führten alle Linien der Welfen seit 1269 bis zum Ende des Heiligen Römischen Reiches im Jahr 1806 den Titel eines Herzogs von Braunschweig-Lüneburg. Auch nach dem Ende des Herzogtums wurde der Titel von den Welfen weiterhin verwendet: Bis in die Gegenwart nennen sie sich Herzog zu Braunschweig und Lüneburg.
Die Belehnung der welfischen Herzöge erfolgte im 13. und 14. Jahrhundert separat für die einzelnen Fürstentümer. Im Jahre 1414 kam es zu einer vertraglichen Einigung der welfischen Linien in Braunschweig-Wolfenbüttel und Lüneburg, aufgrund derer 1420 durch König Sigismund erstmals eine Gesamtbelehnung erfolgte. In die Gesamtbelehnung nicht mit einbezogen waren zu diesem Zeitpunkt die Fürstentümer Göttingen und Grubenhagen, die 1291 vom Braunschweiger Fürstentum abgespalten worden waren. Das Fürstentum Göttingen fiel wenige Jahre später an die Braunschweiger Welfen zurück und wurde ebenfalls in die Gesamtbelehnung mit aufgenommen. Grubenhagen suchte 1566 um eine Aufnahme in den Gesamtbelehnungsverbund nach, die ebenfalls erfolgte. Seitdem fand die Belehnung der Welfen für die Fürstentümer wieder zur Hand des Gesamthauses statt.
Wesentlich für die weitere Geschichte des Herzogtums waren die zwischen den verschiedenen Linien getroffenen erbrechtlichen Vereinbarungen. Diese führten dazu, dass beim Aussterben einer Linie die Fürstentümer an die anderen welfischen Linien vererbt wurden und nicht als heimgefallene Reichslehen vom Kaiser neu vergeben wurden. Erbrechtliche Vereinbarungen waren sowohl Bestandteil aller Teilungsverträge ab 1345, als auch Gegenstand gesonderter Erbverbrüderungsabkommen.

## Geschichte der Teilfürstentümer

### Fürstentum Braunschweig-Wolfenbüttel

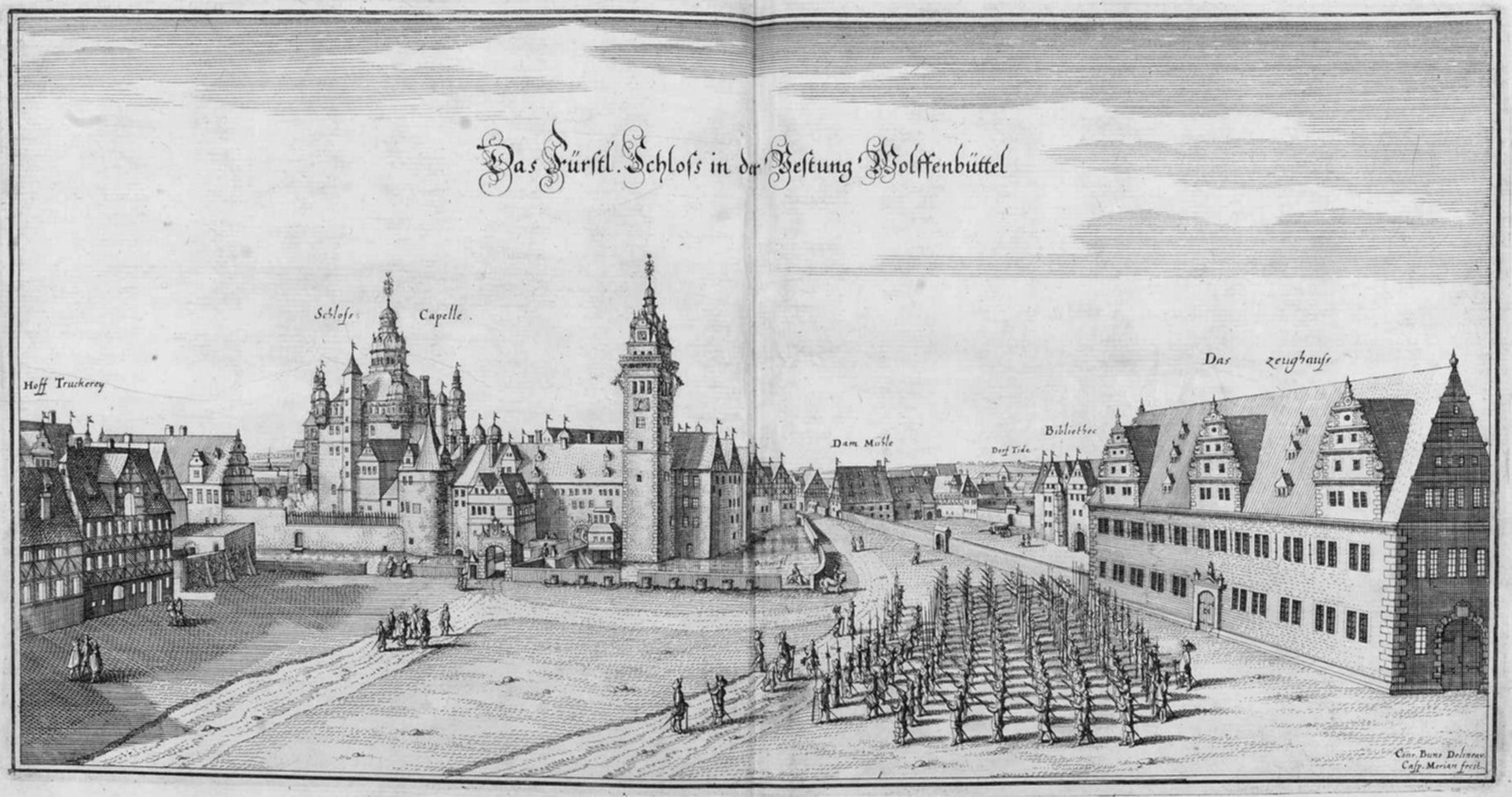
Die Residenz der Braunschweiger Fürsten in Wolfenbüttel.

1269 entstand bei der Teilung des Herzogtums Braunschweig-Lüneburg das Fürstentum Braunschweig. Aufgrund zunehmender Spannungen mit der Braunschweiger Stadtbevölkerung verlegte die Braunschweiger Linie ihre Residenz im Jahre 1432 nach Wolfenbüttel in eine Wasserburg, die als Schloss und der Ort zur Residenzstadt ausgebaut wurde. Der Name Wolfenbüttel wurde namensgebend für dieses Teilfürstentum. Im Jahre 1635 trat Herzog August der Jüngere aus der Nebenlinie Lüneburg-Dannenberg die Herrschaft im Fürstentum an und begründete das Neue Haus Braunschweig. Nach dem erneuten Aussterben der Teildynastie musste 1735 nochmals eine Nebenlinie einspringen, diesmal die 1666 gegründete Linie Braunschweig-Bevern. In den Jahren 1753/1754 wurde die Residenz der Herzöge von Wolfenbüttel wieder in das neu erbaute Braunschweiger Schloss nach Braunschweig zurückverlegt. Eine Nebenlinie bestand zeitweise in Bevern, diese erlangte jedoch keine vollständige Souveränität. 1814 entstand als Nachfolgestaat das Herzogtum Braunschweig.

### Fürstentum Calenberg

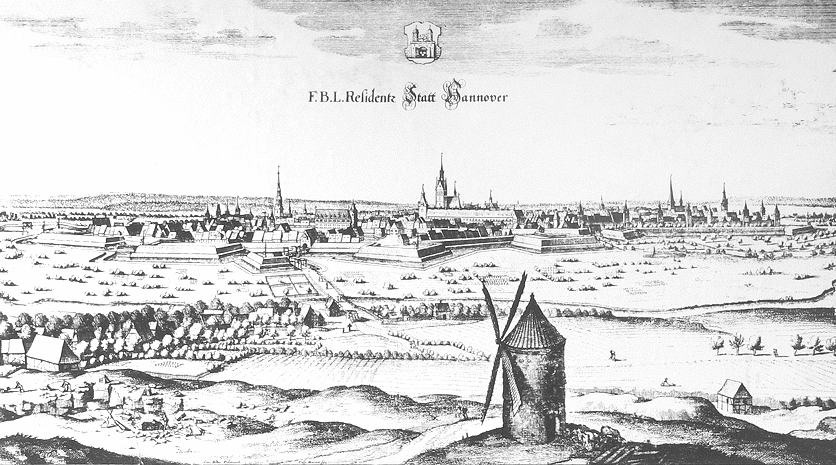
Die Residenz der Calenberger Fürsten in Hannover.

Das Fürstentum Calenberg grenzte im Norden bei Nienburg an die Grafschaft Hoya, leineaufwärts zog sich das Gebiet über Wunstorf und Hannover wie ein Schlauch nach Süden, wo es an das Fürstentum Wolfenbüttel grenzte. Im Jahre 1432 spalteten sich die vom Fürstentum Braunschweig-Wolfenbüttel hinzugewonnenen Ländereien zwischen Deister und Leine als Fürstentum Calenberg ab. 1495 um Göttingen erweitert, kam es 1584 zurück an die Wolfenbüttler Linie. Infolge von Erbauseinandersetzungen fiel es 1634 an das Haus Lüneburg, bildete ab 1635 wieder ein eigenständiges Fürstentum und wurde 1665 um Grubenhagen und 1705 um das Fürstentum Lüneburg erweitert. Herzog Ernst August aus der Calenberger Linie, deren Residenz sich in Hannover befand und namensgebend wurde, erlangte 1692 die Kurwürde als Kurfürst von Braunschweig-Lüneburg. Umgangssprachlich wurde das Kurfürstentum auch Kurfürstentum Hannover oder kurz Kurhannover genannt. 1814 entstand als Nachfolgestaat das Königreich Hannover.

### Fürstentum Göttingen

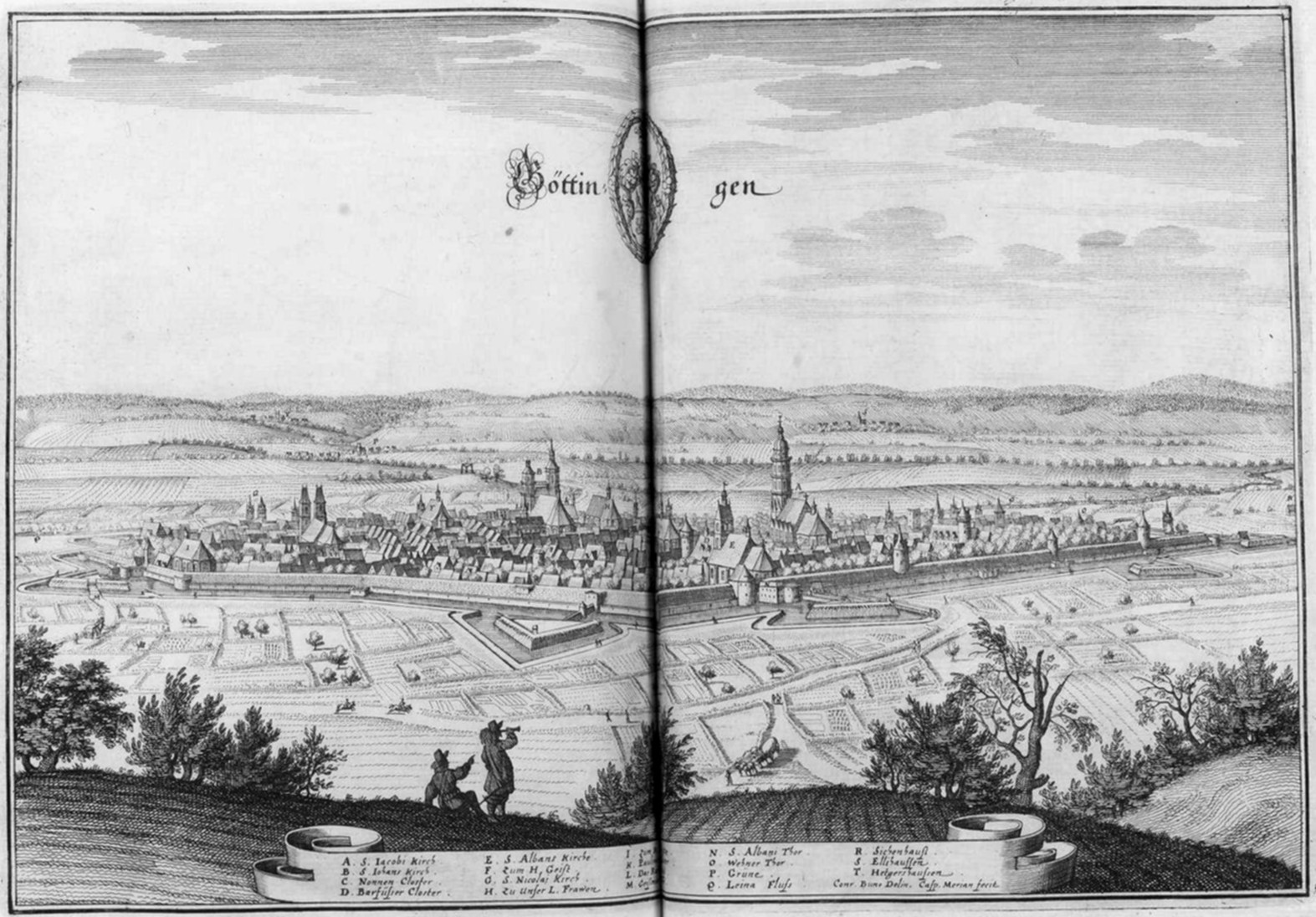
Die Residenz der Göttinger Fürsten in Göttingen.

Das Fürstentum Göttingen entstand 1345 bei einer Teilung des Braunschweiger Fürstentums. Es erstreckte sich im Süden von Münden weserabwärts bis etwa Holzminden. Im Osten reichte das Gebiet über Göttingen leinewärts über Northeim bis Einbeck. Dem ersten Herzog, Ernst I. folgte sein Sohn Otto, genannt „der Quade“, der gegen die aufstrebende Stadtbevölkerung, vor allem gegen Göttingen, kämpfte. Auf dem Höhepunkt dieser Auseinandersetzung besetzten die Göttinger 1387 dessen Burg, das Ballerhus, in der Stadt und besiegten ihn anschließend in einer offenen Feldschlacht. Otto Cocles übernahm 1394 die Regierung über das Fürstentum. Im Gegensatz zu seinem Vater verbündete er sich wieder mit den Städten gegen das in der Region mächtige Raubrittertum. Otto zog sich bereits 1435 aus der Regierung zurück und überließ den Ständen die Regierung. 1442 übernahm Wilhelm der Ältere, der schon die Regierung im Fürstentum Calenberg übernommen hatte, die Regierung bis zum Tode Otto Cocles’. Mit dem Tode Ottos 1463 starb die Göttinger Linie der Welfen aus, und das Fürstentum wurde mit Calenberg vereinigt.

### Fürstentum Grubenhagen

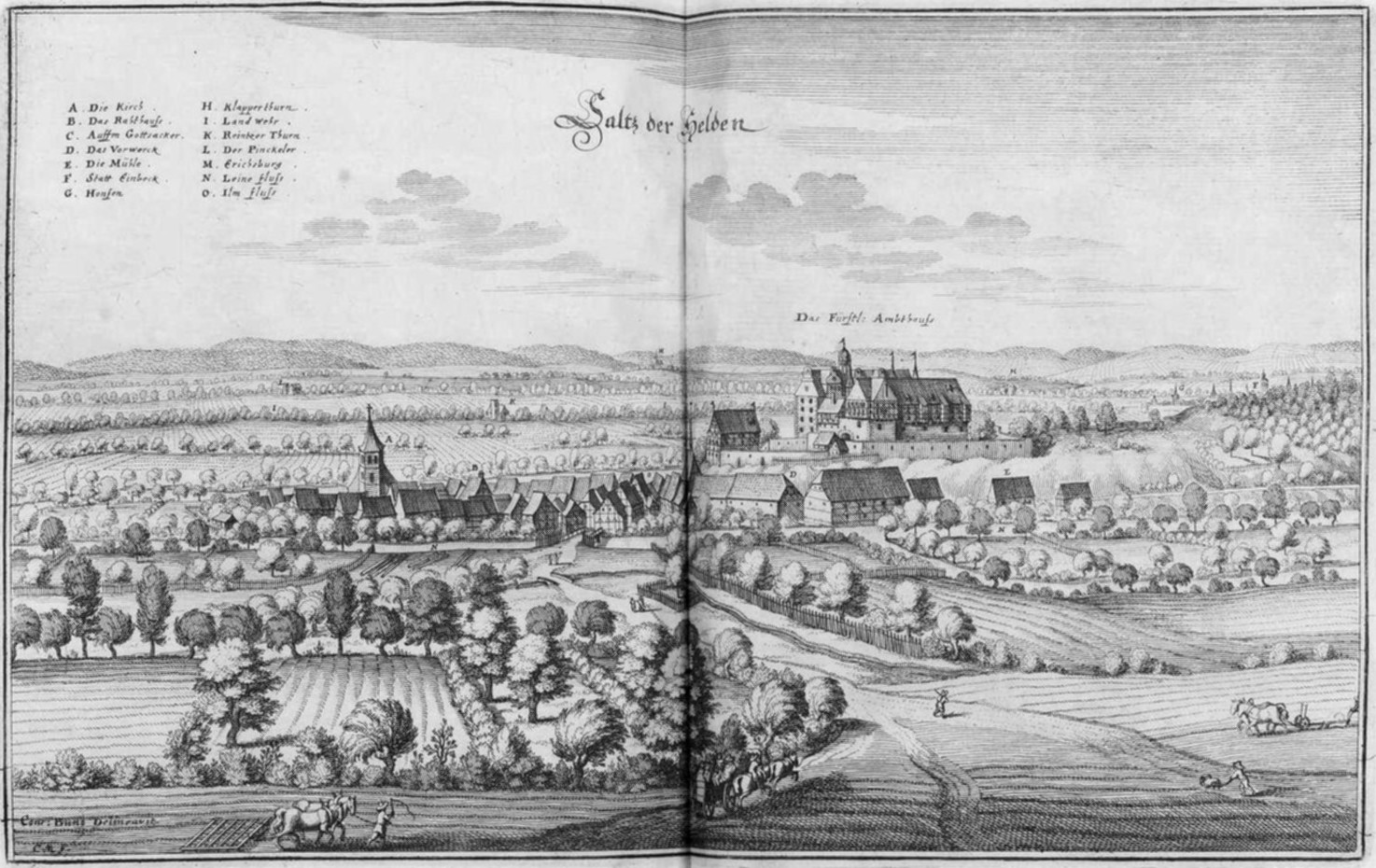
Die Residenz der Grubenhagener Fürsten in Salzderhelden.

Nach einer Erbteilung zwischen den Söhnen von Albrecht I., Herzog zu Braunschweig-Lüneburg, im Jahr 1291 erhielt Heinrich der Wunderliche das neu gegründete Fürstentum Grubenhagen. Benannt ist das Fürstentum Grubenhagen nach der gleichnamigen Burg, deren Ruine sich bei Rotenkirchen südlich von Einbeck befindet. Das Grubenhagener Territorium wurde während seiner Geschichte in immer kleinere Fürstentümer aufgeteilt, die jedoch keine vollständige Souveränität erlangten. So entstanden die Nebenlinien in Osterode, Herzberg, Salzderhelden und Einbeck. Mit dem Tode Philipps II., des jüngsten Sohns Philipps I., im Jahre 1596 starb die Linie Grubenhagen aus. Das Fürstentum Grubenhagen wurde daraufhin von Herzog Heinrich Julius aus Wolfenbüttel besetzt. Die Lüneburger Linie der Welfen protestierte gegen den Anschluss an Wolfenbüttel und bekam 1617 vor dem Reichskammergericht Recht und erhielt im selben Jahr das Fürstentum. 1665 wurde Grubenhagen mit Calenberg vereinigt.

### Fürstentum Lüneburg

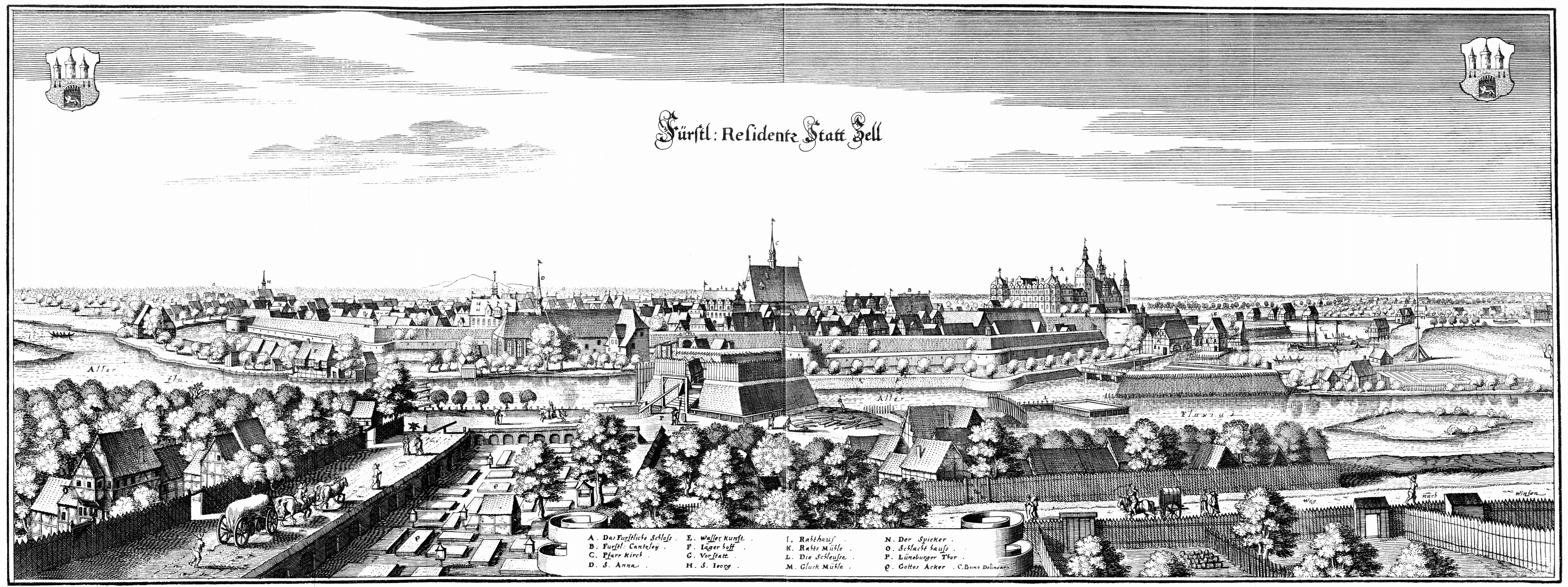
Die Residenz der Lüneburger Fürsten in Celle

Das Fürstentum Lüneburg ging 1269 aus der Teilung des Herzogtums Braunschweig-Lüneburg hervor. Nach dem Aussterben der Lüneburger Linie der Welfen im Jahr 1369 entwickelte sich um die Nachfolge im Fürstentum der Lüneburger Erbfolgekrieg. Die Braunschweiger Linie des Welfenhauses, die gemäß den welfischen Hausgesetzen erbberechtigt gewesen wäre, stand hier den askanischen Herzögen von Wittenberg gegenüber, die zwischenzeitlich von Kaiser Karl IV. mit dem Fürstentum belehnt worden waren. 1388 wurde der Konflikt endgültig zugunsten der Welfen entschieden. 1428 kam es zu einer erneuten Aufteilung der welfischen Fürstentümer Braunschweig und Lüneburg, bei der das Fürstentum Lüneburg im Wesentlichen die Grenzen erhielt, die für die nächsten Jahrhunderte Bestand haben sollten. 1705 fiel das Fürstentum Lüneburg an die kurfürstliche Linie der Welfen in Hannover. Nebenlinien des Fürstentums existierten zeitweise in Harburg, Dannenberg und Gifhorn, die jedoch keine vollständige Souveränität erlangten.

## Zeittafel zur welfischen Territorialgeschichte
| Herzogtum Sachsen 7. Jahrhundert bis 1180      |                                                      |                                                |                                                |                               |
| Herzogtum Braunschweig-Lüneburg 1235–1269      |                                                      |                                                |                                                |                               |
| Fürstentum Braunschweig-Wolfenbüttel 1269–1807 | Fürstentum Braunschweig-Wolfenbüttel 1269–1807       | Fürstentum Braunschweig-Wolfenbüttel 1269–1807 | Fürstentum Braunschweig-Wolfenbüttel 1269–1807 | Fürstentum Lüneburg 1269–1705 |
|                                                |                                                      | Fürstentum Göttingen 1345–1495                 | Fürstentum Grubenhagen 1291–1617               | Fürstentum Lüneburg 1269–1705 |
|                                                | Fürstentum Calenberg 1432–1495                       | Fürstentum Göttingen 1345–1495                 | Fürstentum Grubenhagen 1291–1617               | Fürstentum Lüneburg 1269–1705 |
|                                                | Fürstentum Calenberg-Göttingen 1495–1665             |                                                | Fürstentum Grubenhagen 1291–1617               | Fürstentum Lüneburg 1269–1705 |
|                                                | 1617 erst an Lüneburg → 1665 dann an Calenberg ↓     |                                                |                                                | Fürstentum Lüneburg 1269–1705 |
|                                                | Fürstentum Calenberg-Göttingen-Grubenhagen 1665–1692 |                                                |                                                | Fürstentum Lüneburg 1269–1705 |
|                                                | Kurfürstentum Braunschweig-Lüneburg 1692–1807        |                                                |                                                | Fürstentum Lüneburg 1269–1705 |
|                                                | ← 1705 an Braunschweig-Lüneburg                      |                                                |                                                |                               |
| Königreich Westphalen 1807 bis 1813            |                                                      |                                                |                                                |                               |
| Herzogtum Braunschweig 1814–1918               | Königreich Hannover 1814–1866                        | Königreich Hannover 1814–1866                  | Königreich Hannover 1814–1866                  | Königreich Hannover 1814–1866 |
| Herzogtum Braunschweig 1814–1918               | 1866 als Provinz Hannover an Preußen ↵               |                                                |                                                |                               |